# Himle landsfiskalsdistrikt
Himle landsfiskalsdistrikt var 1918–1964 ett landsfiskalsdistrikt i Hallands län, bildat när Sveriges indelning i landsfiskalsdistrikt trädde i kraft den 1 januari 1918, enligt beslut den 7 september 1917. Den 1 januari 1965 avskaffades i Sverige samtliga landsfiskaler och landsfiskalsdistrikt, och deras arbetsuppgifter delades upp på de nyskapade indelningarna polisdistrikt, åklagardistrikt och kronofogdedistrikt.
Landsfiskalsdistriktet låg under länsstyrelsen i Hallands län.

## Ingående områden
När Sveriges nya indelning i landsfiskalsdistrikt trädde i kraft den 1 januari 1952 (enligt kungörelsen 1 juni 1951) ändrades distriktets indelning dels genom kommunreformen 1952, dels genom överförande av områden till och från närliggande distrikt.

### Från 1918
Himle härad:
- Grimetons landskommun
- Gödestads landskommun
- Hunnestads landskommun
- Lindbergs landskommun
- Nösslinge landskommun
- Rolfstorps landskommun
- Skällinge landskommun
- Spannarps landskommun
- Stamnareds landskommun
- Torpa landskommun
- Träslövs landskommun
- Tvååkers landskommun
- Valinge landskommun

### Från 1 januari 1952
- Himledalens landskommun
- Lindberga landskommun
- Ullareds landskommun
- Träslövs landskommun
- Tvååkers landskommun
- Ätrans landskommun